# Brązowa Chmura Atmosferyczna
Brązowa Chmura Atmosferyczna, ABC (od ang. Atmospheric Brown Cloud) – projekt badawczy UNEP mający na celu zbadanie wpływu zanieczyszczeń na procesy hydrologiczne (np. powstawanie monsunu indyjskiego) i modyfikację ilości promieniowania słonecznego dochodzącego do powierzchni Ziemi przez zanieczyszczenia atmosferyczne. 
Projekt ten początkowo (około 2001) nazywał się Asian Brown Cloud (z identycznym skrótowcem: ABC) i jego punktem wyjścia były wyniki obserwacyjne z eksperymentu na Oceanie Indyjskim. Od 2006 kilka stacji pomiarowych wykonuje jednoczesne pomiary atmosferyczne, radiometryczne i aerozolowe.